# Delo (pisava)
Časopis Delo je septembra 2005 začel uporabljati za prikaz besedila pisavo Delo, ki jo je izdelal tipograf Ermin Međedović. Pisava Delo je nadomestila prejšnjo črkovno družino Times New Roman, ki je bila originalno uporabljena za londonski časopis The Times. Delo je doživelo še nekaj drugih oblikovalskih sprememb in postalo prvi slovenski časopis z lastno pisavo.
Pisava Delo je izčrpen sistem črkovnih vrst, ki časopisu omogoča, da natisne vse, kar je namenjeno natisu. S svojo pisavo je Delo dobilo večjo prepoznavnost.

## Lastnosti in uporaba pisave
Črkovna družina Delo je sestavljena iz 32 črkovnih vrst za prikaz naslovov, podnaslovov, besedila v stolpcih … Podobno kot pri Times New Roman se imenujejo Delo Text, Delo Naslov, Delo Sans, Delo Rubrika in Delo Borza. Vsaka črkovna vrsta je sestavljena iz 347 znakov in ima 1525 kerning parov. Kerning parov ne uporabljajo, čeprav jih je tipograf na to velikokrat opozoril.
Pisava ima oblikovane tudi ligature, vendar jih tehnični uredniki časopisa Delo zaradi nesamodejnega vstavljanja uporabljajo le občasno, pa še to le v naslovih.
Ermin Međedović je pisavo oblikoval z ustreznim naborom različno oblikovanih številk. Tako ima pisava Delo številke za postavljanje v navadnem besedilu (renesančne arabske številke), za postavljanje v besedilu v verzalkah (navadne arabske številke)in za besedilo v kapitelkah. Poleg tega ima skoraj vsak nabor številk še različico za postavljanje v tabelah.
Upoštevane so značilnosti slovenskega jezika, ki se pojavljajo v obliki večjega števila črkovnih kombinacij in zvez, zato je pisava bolj čitljiva.  Delo je s svojo pisavo dobilo večjo prepoznavnost.

### Zoženje časopisa
V sredini januarja 2008 je Delo spet doživelo oblikovalsko prenovo. Preoblikovanje časopisa je bilo zaupano agenciji Arih (kreativni direktor Igor Arih in umetniški direktor Loni Jovanović). Časopis so zožili za štiri centimetre po vsaki strani, delno pa so se spremenile tudi 3 črkovne vrste, ki so bile prav tako zožene. Nove črkovne vrste se imenujejo DeloNaslov Narrow, DeloKult in Delo Sans Condensed Demi. Namesto DeloNaslov Narrow so hoteli prvotno uporabiti DeloNaslov Condensed, vendar je bilo videti preozko.

## Brumnovo priznanje
Fundacija Brumen je na 2. bienalu vidnih sporočil Slovenije v kategoriji črkovnih vrst podelila  Brumnovo priznanje Erminu Međedoviću za izjemen dosežek, oblikovanje družine črkovnih vrst za osrednji slovenski časopis.
Po našem mnenju je navidez preprosta, a izredno lepo uravnotežena družina črkovnih vrst izčrpen sistem, ki časopisu omogoča, da natisne vse, kar se natisniti da. Poleg tega posamezne črkovne vrste niso preveč homogene, kot to pogosto vidimo pri črkovnih družinah, temveč ima vsaka samosvoje značilnosti, kljub temu pa vse skupaj delujejo kot družina.— poročilo žirije

## Možna prodaja FontShopu
Za nakup črkovne družine Delo se je zanimal Erik Spiekermann, soustanovitelj FontShopa, da bi pisavo lahko prodajal prek te (spletne) tipografske trgovine. Do odkupa pisave ni prišlo, ker ima časopisna hiša Delo eksluzivno pravico do petletne uporabe, vendar jo namerava Ermin Međedović po koncu tega obdobja dopolniti in kot ponudbo poslati Eriku Spiekermannu.